# Ghenizah
La ghenizah (scritto anche geniza, ghenizà o gheniza, in ebraico גניזה, Gĕnīzāh «[luogo di] deposito»; plur. genizot o ghenizot) è la parte della sinagoga destinata a servire da deposito, principalmente delle opere che trattino argomenti religiosi redatti in ebraico, divenuti per vari motivi inutilizzabili, in attesa che esse siano sotterrate in un cimitero, dal momento che è proibito categoricamente gettare documenti scritti in cui compaia uno dei sette Nomi sacri di Dio. Tra dette opere sono comprese le lettere personali e i contratti legali che - allo stesso modo dell'Islam che prevede il frequente uso della basmala - si aprono con un'invocazione a Dio. In pratica le ghenizot contengono anche documenti profani, che abbiano o meno la formula d'invocazione tanto usata, come pure i documenti redatti in altre lingue che non siano l'ebraico, ma che utilizzino l'alfabeto ebraico (è questo, tra gli altri, il caso degli idiomi giudeo-arabi, del giudeo-persiano, del ladino e dell'yiddish).

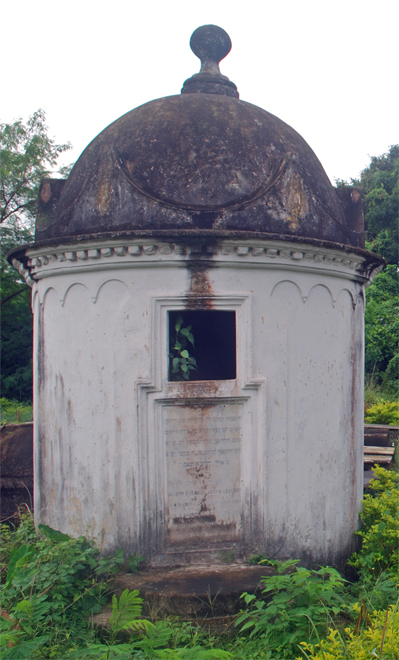
Una genizah nel cimitero ebraico di Calcutta (India).

Esiste la "norma" (minhag) consistente nella raccolta solenne del materiale posto nella gheniza, prima che esso sia sotterrato nei cimiteri. Le sinagoghe di Gerusalemme seppelliscono il contenuto della gheniza dopo sette anni, così come anticamente anche negli anni di siccità, al fine di favorire la caduta della pioggia.
La gheniza di gran lunga più famosa, per l'importanza quantitativa e qualitativa dei testi che vi furono depositati, è quella annessa alla Sinagoga di Ezra di Fustat (Il Cairo), edificata nell'882 sul luogo dove si ergeva in antico una chiesa dedicata all'arcangelo Michele, sopravvissuta fino alla conquista persiana sasanide dell'Egitto da parte dello Scià Cosroe nel 616, per essere trasformata in sinagoga..

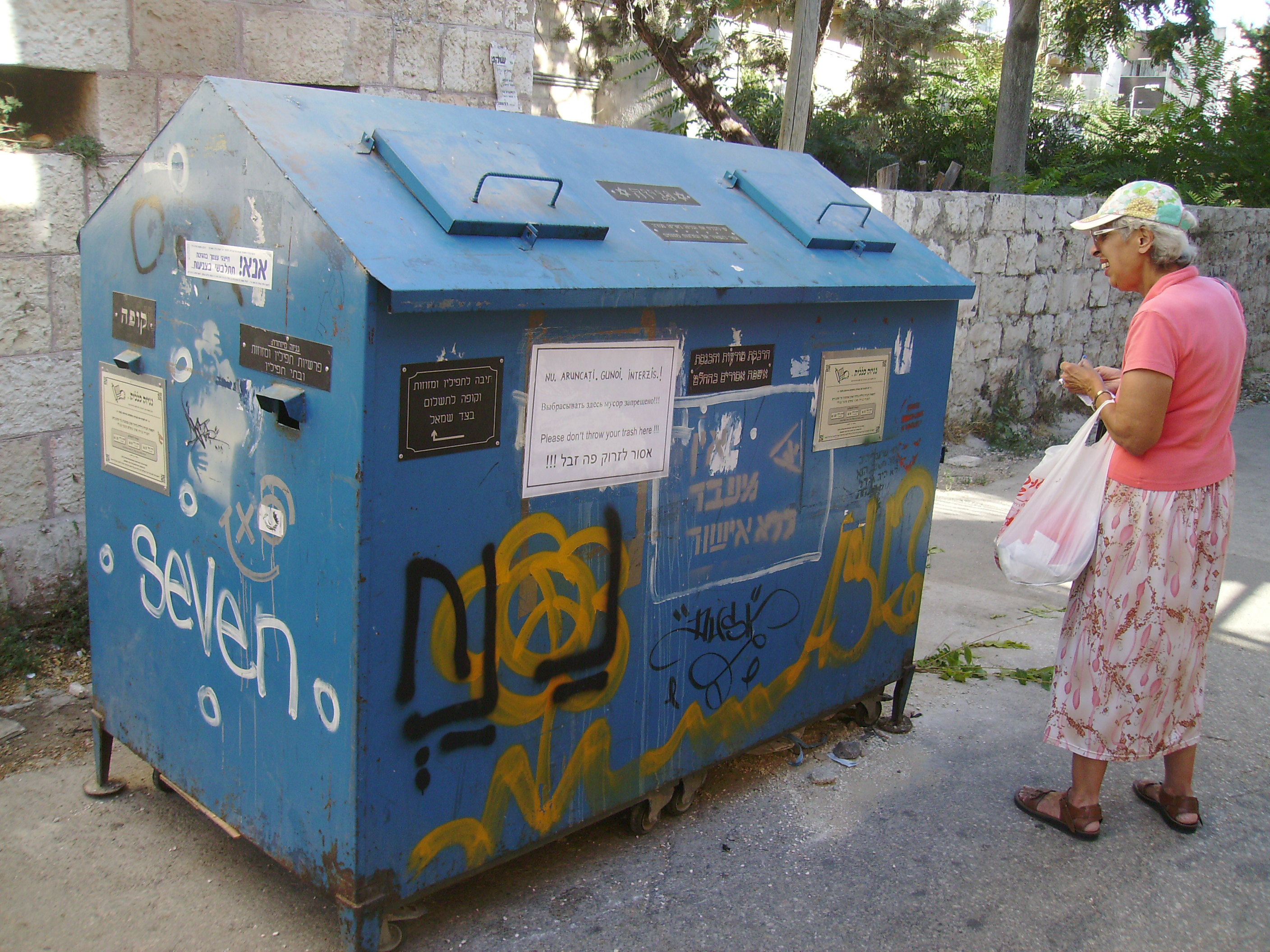
Geniza in una strada di Nahlaot (Israele).

Riscoperta nel 1864 da Jacob Saphir, il gran numero di frammenti cartacei, pergamenacei e in papiro ivi conservati e dimenticati (circa 280.000), furono dapprima studiati (a partire dal 13 maggio 1896) da Solomon Schechter e, più tardi, dall'orientalista olandese Shlomo Dov Goitein.
Tra i documenti rinvenuti vi sono opere di Yehuda Ha-Levi (c. 1080-1145) e una trentina di trattati del grande medico e filosofo Rabbi Moses ben Maimon (Maimonide, o "Rambam", 1135-1204), oltre a taluni lavori esegetici (Mishna).

## Leghenizotnel Talmud
I riferimenti alla gheniza nel Talmud si trovano praticamente tutte nei trattati Shabbat e Pessa'him:
- Il Talmud babilonese (trattato Shabbat 115a) insegna che ogni scritto santo in lingua diversa dall'ebraico necessita di una gheniza, vale a dire di un posto che ne garantisca la conservazione. Rabban Gamliel ordina che il Targum del Libro di Giobbe sia celato (yigganez) sotto il nidbak (uno strato di pietre).
- È nel medesimo senso che il trattato Pessa'him (p. 56a), indica che Hizkiah nascose (ganaz) un'opera medica.
- Nel T.B Pessa'him 118b, bet geniza significa «tesoro».
- In Shabbat 30b, si fa riferimento di una controversia rabbinica riguardante l'inclusione nel canone della Bibbia ebraica dei Libri dell'Ecclesiaste e dei Proverbi. Allo stesso modo si esprime Shabbat 13b a proposito del Libro di Ezechiele, e Pessa'him 62 in merito al Libro delle Genealogie.

## In età medievale
Nel Medioevo, i biglietti e i manoscritti ebraici che erano rinchiusi nella gheniza erano noti come shemot ("Nomi") a causa del loro carattere sacro, e dunque godevano del diritto alla loro conservazione, motivata dalla presenza di uno degli incancellabili sette Nomi di Dio.
Vi erano depositati, oltre ai pezzi di carta, anche oggetti di culto come i tzitzit, i lulavim o i rami di mirto.
Nel folklore ebraico, questi biglietti servirono a nascondere il Golem di Praga, il cui corpo riposerebbe nella gheniza della Altneushul di Praga.

## Nel secolo XXI
Nel loro libro The Jesus Family Tomb, Charles Pellegrino e Simcha Jacobovici scrivono che la tomba di Talpiot (che essi presentano come la vera tomba-caverna familiare di Gesù e della sua famiglia) sarebbe stata trasformata in gheniza dalle autorità rabbiniche di Gerusalemme.